# Zjednoczony Kościół Ewangeliczny (wydawnictwo)
Wydawnictwo Zjednoczonego Kościoła Ewangelicznego – przedsięwzięcie wydawnicze Zjednoczonego Kościoła Ewangelicznego w PRL, powołane w 1957 roku, realizowane do roku 1988. Ostatnie książki były datowane na rok 1989.

## Historia
Decyzję o powołaniu wydawnictwa podjęto na posiedzeniu Rady Kościoła 9 i 10 lutego 1957 roku. Utworzono fundusz wydawniczy, a Józef Prower i Bolesław Winnik rozpoczęli działalność wydawniczą. Na przełomie 1957/1958 roku jako pierwszą pozycję wydano „Pieśni kościelne na chór mieszany” w nakładzie 2 500 egzemplarzy. W 1958 roku ukazała się książka „Droga zbawienia” w nakładzie 10 000 egzemplarzy. Książka z tekstami Charlesa H. Spurgeona pt. Klejnoty obietnic Bożych opublikowana w 1959 nosi na stronie tytułowej nazwę wydawcy: Wydawnictwo „Chrześcijanin”. Najczęściej jednak publikacje były opatrywane napisem: „Wydano staraniem Prezydium Zjednoczonego Kościoła Ewangelicznego w PRL”.
Do końca marca 1972 wydano drukiem 34 tytuły o łącznym nakładzie 204 040 egzemplarzy książek, broszur i traktatów. Na powielaczu wydano 8 książek i skryptów o łącznym nakładzie 13 700 egzemplarzy. Według danych z „Kalendarza Chrześcijanina 1977” do lutego 1976 wydano drukiem 65 tytułów o łącznym nakładzie 326 740 książek, broszur i traktatów. Na powielaczu wydawano pozycje historyczno-krytyczne.
W 1975 wydawnictwo objął Kazimierz Muranty, a od roku 1982 wydawnictwem zarządzała Rada Kościoła. Od 1982 ZKE otrzymywał duży przydział papieru od Departamentu Książki Ministerstwa Kultury i Sztuki. W latach 1983–1987 więcej papieru ofiarowywali współwyznawcy z Zachodu. W rezultacie w owych latach wydawano kilkadziesiąt tytułów rocznie, których łączny nakład przekraczał 100 000 egzemplarzy.
Wydawane przez ZKE pozycje Jan Tołwiński podzielił na pięć grup: 1) Nowy Testament i wydawnictwa ewangelizacyjno-misyjne; 2) duchowo-budujące oraz dydaktyczne (m.in. dla dzieci); 3) historyczno-egzegetyczne; 4) śpiewniki; 5) wydawnictwa informacyjne. Dorobek wydawniczy był wynikiem pracy oraz zaangażowania ze strony takich osób jak: Józef Prower, Bolesław Winnik,  Zdzisław A. Repsz, Mieczysław Kwiecień, Edward Czajko oraz Jan Tołwiński.
Po rozpadzie ZKE, każdy z nowo powstałych Kościołów rozwinął własną działalność wydawniczą.

## Publikacje książkowe ZKE
1958:
- Pieśni kościelne na chór mieszany
- Cztery prawdy, które Bóg chce, abyś znał
- Droga zbawienia

1959:
- C.H. Spurgeon, Klejnoty obietnic Bożych (1959, 1967)
- Śpiewnik pielgrzyma
- Przyjacielu, czy urodziłeś się po raz drugi

1960:
- Oswald J. Smith, Mąż, którego Bóg używa
- Oswald J. Smith, Moc z wysokości

1961:
- John Bunyan, Wędrówka pielgrzyma
- Historia Kościoła chrześcijańskiego pierwszych wieków
- Śpiewnik pielgrzyma
- Pewność i radość zbawienia
- Nowy rodzaj miłości
- Paweł smoluch

1962:
- Angus I. Kinnear, Normalne życie chrześcijańskie
- L.B. Cowman, Strumienie na pustyni
- O. Krenz, Pójdźmy do Jezusa

1963:
- John Bunyan, Dzieje ludzkiej duszy
- Oswald J. Smith, Ewangelia, którą głosimy (1963, 1967)
- Kalendarz jubileuszowy 1963
- Jak osiągnąć zbawienie* Faryzeusz i celnik

1964:
- Angus I. Kinnear, Życie w Chrystusie
- Historia Kościoła chrześcijańskiego pierwszych wieków
- Frank M. Boyd, I List do Koryntian
- Frank M. Boyd, II List do Koryntian
- Frank M. Boyd, List do Kolossan
- Frank M. Boyd, List do Hebrajczyków
- Frank M. Boyd, List do Rzymian

1966:
- Pieśni kościelne na chór mieszany. Wydanie II uzupełnione, komitet redakcyjny: Józef Prower, Bolesław Winnik, Bronisław Stawiński

1967:
- Edward Czajko, Chrześcijanie ewangeliczni w Polsce
- William McDonald, Co to znaczy być prawdziwym uczniem Jezusa Chrystusa
- Nowy Testament Pana naszego Jezusa Chrystusa i Psalmy

1969:
- Charles Grandison Finney, Duchowe przebudzenie (ss. 389)
- Śpiewnik pielgrzyma

1970:
- Donald Gee, Dary duchowe a służba kościelna
- W poszukiwaniu prawdziwego szczęścia (praca zbiorowa)
- Szkice biblijne, tom I, zeszyt I i II
- Poznaj Biblię, tom I, zeszyt I i V

1971
- Francis A. Schaeffer, 16 kazań na temat życia chrześcijańskiego czyli prawdziwego uduchowienia (tłum. Józef Prower)
- Szkice biblijne, tom II, zeszyt I i II
- Szkice biblijne, tom III, zeszyt I i II
- Szkice biblijne, tom VI, zeszyt I i II

1972:
- Aby nas przyprowadzić do Boga
- Czy możemy być pewni
- Działanie Ducha Świętego
- Jak należycie wykładać Słowo Prawdy
- List do Rzymian
- Moc przez modlitwę
- Przewodnik na drodze wzrostu chrześcijańskiego
- Tylko siedem dni / wiersze
- Szkice biblijne, tomy IV, V, VII, VIII i IX
- Poznaj Biblię, tomy II i III (po sześć zeszytów dla każdego tomu)

1973:
- A. Behrens, Chrześcijańska rodzina
- Kalendarz Chrześcijanina 1973
- Francis Schaeffer, Dokąd?

1975:
- Codzienny chleb dla chłopców i dziewcząt
- Stanisław Krakiewicz, Aby byli jedno
- René Pache, Osoba i dzieło Ducha Świętego
- Śpiewnik pielgrzyma

1976:
- Kenneth N. Taylor, Biblia w obrazkach dla małych oczu

1977:
- Edward Czajko, Wprowadzenie do dogmatyki. Skrypt dla słuchaczy Szkoły Biblijnej Zjednoczonego Kościoła Ewangelicznego w PRL
- Kazimierz Muranty, Na górze błogosławieństw (ss. 188)

1978:
- John Stott, Poselstwo listu do Galacjan

1979:

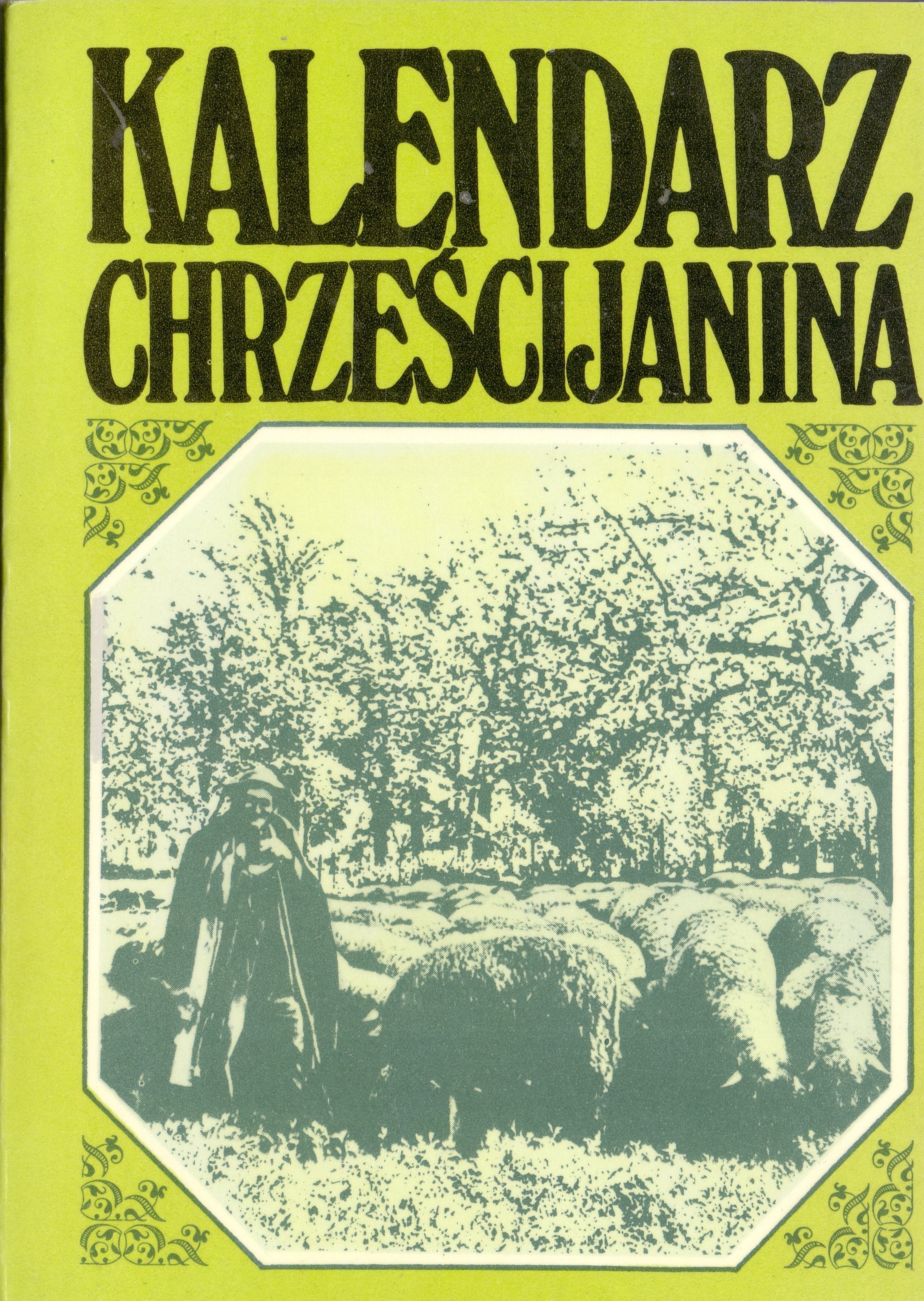
Kalendarz Chrześcijanina 1979

- Werner de Boor, Pierwszy List do Koryntian
- Kalendarz Chrześcijanina 1979
- Kazimierz Muranty, Na drodze wiary (ss. 448)

1980:
- Fritz Berger, Rozmyślania biblijne (ss. 372)
- Dieter Boddenberg, Pytam a Bóg odpowiada (ss. 168)
- Werner de Boor, Dzieje Apostolskie (ss. 562)
- Edward Czajko, Stare i nowe rzeczy
- Kazimierz Muranty, W ślady Zbawiciela
- Pytania i odpowiedzi biblijne (praca zbiorowa) (ss. 135)
- Śpiewnik Pielgrzyma
- John Osteen, Moc twego wyznania
- John Osteen, Burzenie warowni

1981:

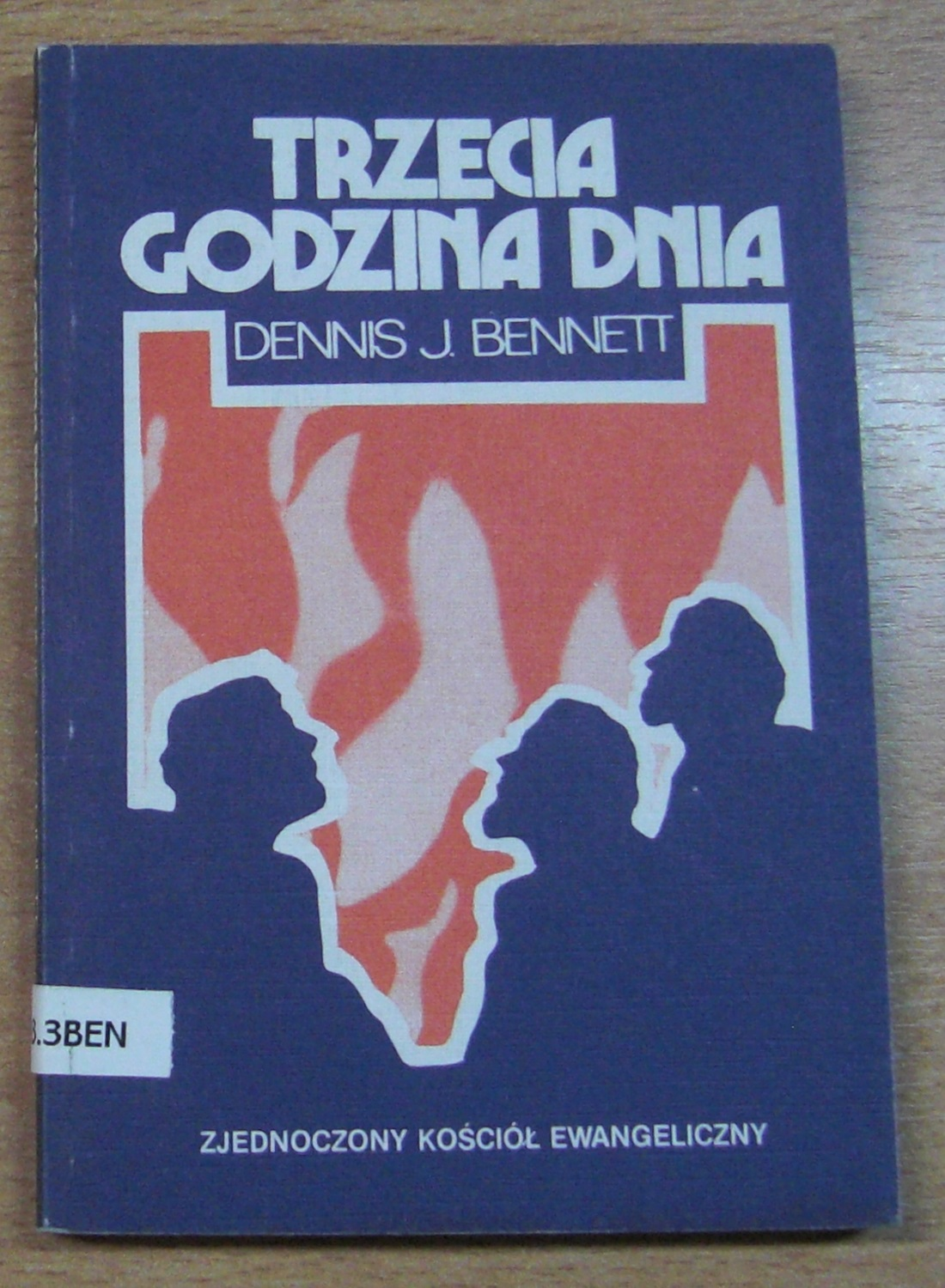
Książka wydana w 1981 roku

- Dennis J. Bennett, Trzecia godzina dnia, tłum. Korneliusz Wojnar (ss. 196)
- Werner de Boor, List do Rzymian
- Kalendarz Chrześcijanina 1981
- Śpiewnik pielgrzyma
- Kenneth N. Taylor, Biblia w obrazkach dla najmłodszych

1982:
- Dieter Boddenberg, Pytam a Bóg odpowiada
- Basilea Schlink, Z miłości do Jezusa (ss. 343)
- Konkordancja biblijna. Alfabetyczny wykaz wyrazów Pisma Świętego z tłumaczeniem imion (ss. 1630) – publikacja ZWBPŚw („Straż” 1939)

1983:
- Werner de Boor, Dzieje Apostolskie
- Werner de Boor, List do Rzymian
- Edward Czajko, Z życia i czasu
- Dzieje gór biblijnych (ss. 38)
- Ruth Frey, Rozdawaj swój chleb w obfitości
- Otto Heit, Słownik terminów biblijnych
- Kalendarz Chrześcijanina 1983
- Fritz Laubach, List do Hebrajczyków
- J. Oswald Sanders, Duchowe przywództwo
- David Wilkerson, Krzyż i sztylet (ss. 188)
- Bruce Yocum, Dar proroctwa, tłum. Włodzimierz Miziołek (ss. 131)

1984:
- Werner de Boor, Listy Jana
- James Lee Beall, Duszpasterstwo
- Ruth Frey, Powiedz mi ciociu (ss. 120)
- Kwadrans z Biblią. Nowy Testament
- Kazimierz Muranty, Jezus zna twoją drogę (ss. 300)
- Pieśni nowego życia. Śpiewnik tekstowy
- Fritz Ridenour, Jak być chrześcijaninem nie będąc człowiekiem religijnym
- Harry Rimmer, Zgodność nauki z Pismem Świętym

1985:

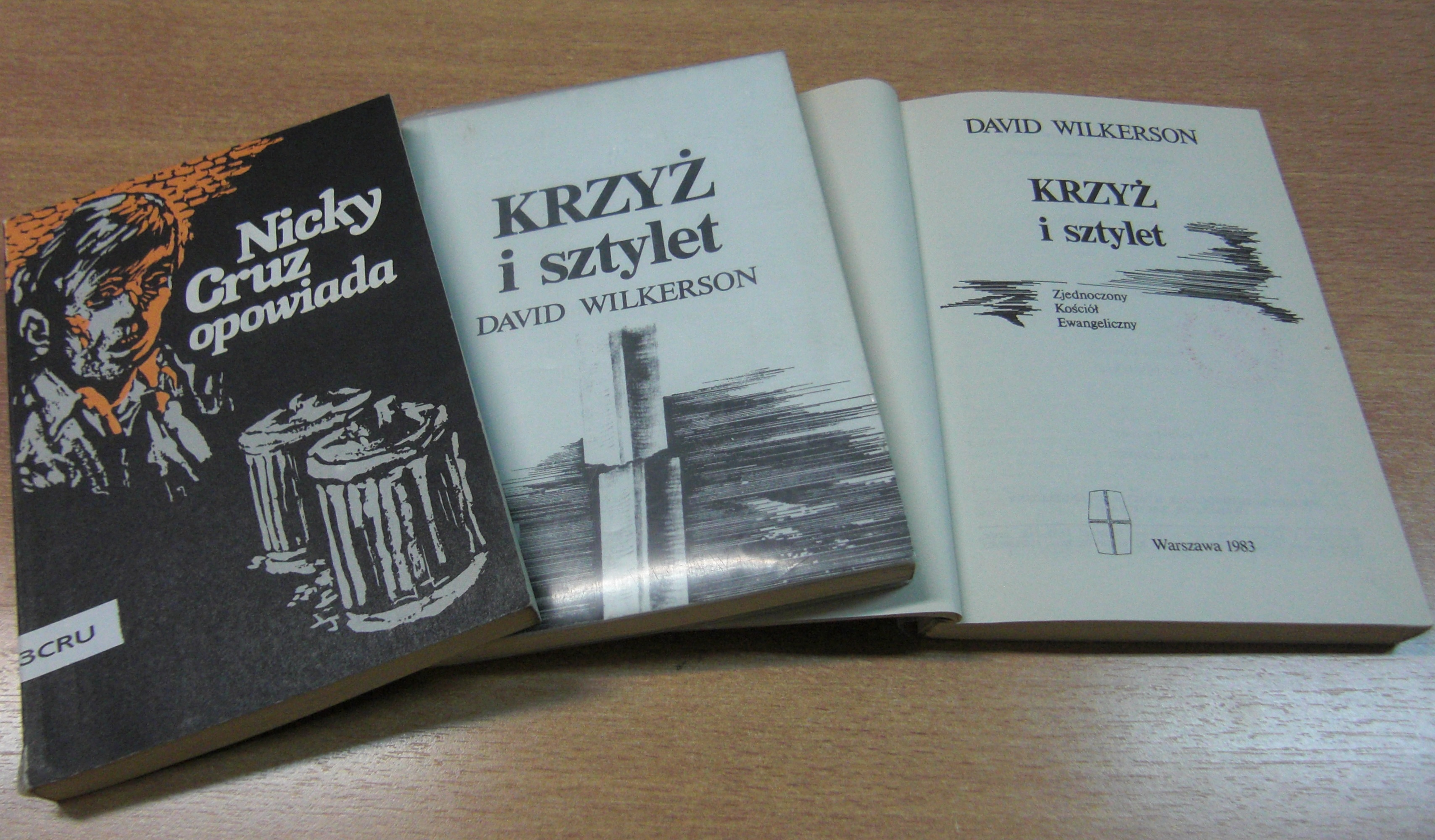
Poczytne książki, wydane w roku 1983 i 1985

- Elias Aslaksen, Jak być chrześcijaninem w mocy języka (ss. 39)
- Nicky Cruz, Jamie Buckingham, Nicky Cruz opowiada (ss. 239)
- Paul E. Little, Wiedz, dlaczego wierzysz (ss. 91)
- Kurt Koch, Bóg wśród Zulusów
- Kurt Koch, Pomiędzy wiarą a okultyzmem
- Stephen F. Olford, Efektywne zdobywanie dusz dla Chrystusa (ss. 74)
- Anton Schulte, W drodze do Boga (ss. 84)
- Paul B. Smith, Kościół w płomieniach, tłum. Marek Komaszycki (ss. 96)
- Stephen H. Travis, Jezus jest nadzieją
- David Watson, Jedno w Duchu (ss. 96)

1986:
- Sigurt Bratlie, O czasach ostatecznych
- R. Clements, Bóg i guru
- Kurt Koch, Jezus uzdrawia
- Kurt Koch, W raju
- Kazimierz Muranty, Twoja droga (ss. 388)
- Ruth Frey, Długi pochód
- Henrietta Mears, To wszystko, o czym mówi Biblia
- Derek Prince, Cele Pięćdziesiątnicy. Zeszyt nr 4
- Derek Prince, Nawróćcie się i wierzcie. Zeszyt nr 2
- Derek Prince, Od Jordanu do Pięćdziesiątnicy. Zeszyt 3
- Derek Prince, O wkładaniu rąk. Zborowe studium biblijne cz. I zeszyt 5 (studium 37-39)
- Derek Prince, Powstanie z martwych. Zeszyt nr 6
- Derek Prince, Sąd Wieczny. Zeszyt 7 (ss. 45)
- Anton Schulte, Mąż, którego oczekuje świat (ss. 68)
- Larry Tomczak, Klaskajcie w dłonie (ss. 97)
- Warren Wiersbe, Dlaczego? Gdy złe rzeczy zdarzają się ludziom Bożym, tłum. Marek Komaszycki (ss. 128)

1987:
- Nicky Cruz, Nicky Cruz opowiada
- Edward Czajko, W przedsionkach Pańskich
- Fritz Gruenzweig, Objawienie św. Jana
- William Hendriksen, Co Biblia mówi o życiu przyszłym
- Paul E. Little, Wiedz, dlaczego wierzysz (ss. 91)
- Kazimierz Muranty, Droga do szczęścia (ss. 382)
- Pieśni nowego życia
- Basilea Schlink, Cuda Boże dzisiaj

1988:
- H.J. Hegger, Zobaczyłem światło
- Walter A. Henrichsen, Nikt się nie rodzi uczniem Chrystusa

1989:
- Kurt Koch, Jezus uzdrawia
- Kurt Koch, Uzdrowienie i wyzwolenie